# كيلي يوغا
كيلي ألكسندر يوغا (22 سبتمبر 1985 في بانغي) لاعب كرة قدم من جمهورية أفريقيا الوسطى يلعب حاليا لصالح نادي دوري بطولة لكرة القدم تشارلتون أثليتيك الإنجليزي في خط الدفاع .

## المسيرة الرياضية
بدأ يوغا مسيرته الرياضية في نادي ليون الفرنسي سنة 2004 وتم إدراجه ضمن الفريق الرديف . في شهر يوليو من السنة التالية انتقل إلى نادي تشارلتون أثلتيك في صفقة انتقال حر بعدما أنهى امتحاناته المدرسية . قبل أن يشارك يوغا في أي مباراة تمت إعارته إلى نادي بريستول سيتي في أكتوبر 2005 حيث استطاع أن يشارك معهم في 4 مباريات . في سنة 2007 تمت إعارته مجددا إلى نادي برادفورد سيتي حتى نهاية موسم 2006-2007 حيث لعب 11 مباراة ولكنه لم يستطع أن يمنع النادي من الهبوط إلى الدرجة الأولى . في صيف 2007 رفض تجديد الإعارة في نادي برادفورد سيتي ووافق على الانضمام إلى الصاعد الجديد إلى دوري بطولة لكرة القدم سكورنثورب يونايتد معارا لمدة 6 أشهر . عاد إلى نادي تشارلتون أثلتيك في يناير 2008 حيث استطاع أن يفرض نفسه على التشكيلة الأساسية حيث لعب 19 مباراة . أول مباراة رسمية مع نادي تشارلتون أثلتيك كانت في 5 يناير 2008 أمام نادي ويست بروميتش ألبيون ضمن بطولة كأس الاتحاد الإنجليزي لكرة القدم وانتهت بالتعادل 1-1 . أما أول مباراة رسمية له في دوري بطولة فكانت أمام نادي بلاكبول في 12 يناير وانتهت بالفوز 4-1 .

## روابط خارجية
- كيلي يوغا على موقع قاعدة بيانات كرة القدم.إي يو (الإنجليزية)
- كيلي يوغا على موقع ناشيونال فوتبول تيمز (الإنجليزية)
- كيلي يوغا على موقع Soccerbase.com (لاعب) (الإنجليزية)
- كيلي يوغا على موقع Soccerway.com (الإنجليزية)
- كيلي يوغا على موقع عالم كرة القدم.نت (الإنجليزية)
- كيلي يوغا على موقع كووورة